# Tratado del Río de la Plata
El Tratado del Río de la Plata y su Frente Marítimo es un tratado internacional firmado en Montevideo el 19 de noviembre de 1973 entre Argentina y Uruguay y que puso fin a la disputa de límites en las aguas del Río de la Plata.
El tratado fue ratificado por el Congreso de la Nación Argentina por la ley N.º 20645 sancionada el 31 de enero de 1974, (ley DJA O-1006 del Digesto Jurídico Argentino) por el gobierno militar de Uruguay por decreto ley N° 14145 del 25 de enero de 1974 y entró en vigencia con el canje de ratificaciones el 12 de febrero de 1974.

## Historia
Luego de que la independencia de Uruguay fue declarada en la Convención Preliminar de Paz de 1828, Argentina y Uruguay quedaron como estados limítrofes en el Río de la Plata, pero ambos países no fijaron los límites del estuario. La situación de límites indefinida se tensó al máximo siendo canciller argentino Estanislao Severo Zeballos (1854-1923), quien sostenía que Uruguay no tenía derecho a usar el Río de la Plata, salvo en su marea alta, de otro modo, los uruguayos se estarían bañando en aguas argentinas. Esta teoría fue denominada “Doctrina Zeballos”, tesis compartida también por el ministro de Marina, el contralmirante Betbeder. Se comenzó a hablar así de la “teoría de la costa seca” que se basaba en la interpretación de que en la Convención Preliminar de Paz Argentina no había cedido ni renunciado a parte alguna del Río de la Plata.
La tensión llegó a su máximo durante la presidencia de José Figueroa Alcorta (1860-1931). Se presentaron tres casos litigiosos: el de la pesca industrial argentina en costas uruguayas, el naufragio del buque argentino Constitución frente a Colonia –oportunidad en que no le fue permitido al gobierno uruguayo asistirlo, y ejercicios de guerra realizados por la Armada Argentina entre la isla de Flores y el banco Inglés, cerca de la costa uruguaya. En todos los casos, se negaba a Uruguay jurisdicción sobre la aguas del Río de la Plata.
Fue recién en 1908, sin embargo, que Uruguay tomó conciencia de la posición de Zeballos al divulgar Eduardo Acevedo Díaz el texto de un discurso pronunciado por aquel, en 1906, ante una Junta de Notables convocada por el presidente José Figueroa Alcorta debido al estado negativo de las relaciones con Brasil. En el seno de esa junta de notables Zeballos expuso sus ideas de dominio exclusivo de la Argentina sobre todo el Río de la Plata. De inmediato, en la propia Argentina, el diario La Nación, en concordancia con lo sostenido por su fundador y por Rufino de Elizalde, quien fuera canciller durante la presidencia de Bartolomé Mitre, se opuso a la interpretación zeballista.
En Montevideo el impacto generado dio lugar a diversas acciones y a una indignación del gobierno y la opinión pública. En Uruguay era presidente Claudio Williman (1863-1934), siendo su ministro de Relaciones Exteriores, Jacobo Varela Acevedo, quien renunció al cargo por entender que se debía romper relaciones con el gobierno argentino. Sucedió a Varela Acevedo en el Ministerio Antonio Bachini (1860-1932), quien había sido director y redactor de publicaciones argentinas, sosteniendo en su momento diversas polémicas periodísticas con el propio Zeballos. Ante los hechos, Williman desarrolló una importante e intensa ofensiva diplomática fortificando el relacionamiento con Brasil e intentando separar la posición del canciller argentino de la del gobierno del vecino país. Zeballos terminó separado del cargo.
Las características geográficas del Río de la Plata dificultaron su clasificación, importante para determinar qué derechos podían ejercer terceros Estados sobre el estuario. Si el estuario "del Plata" fuese considerado como un mar, entonces cada Estado tendría soberanía sobre una franja del mismo; en cambio, de tratarse de un río, los Estados tendrían soberanía sobre todo el espejo de aguas del mismo. A su vez, en el caso de tratarse de un río, se consideraría parte del dominio fluvial de un Estado, por lo que la soberanía no podía ser limitada por el derecho, ni siquiera para el paso inocente.
El dilema dejó de existir en 1961 con la declaración conjunta argentino-uruguaya, donde se estableció que “el límite exterior del Río de la Plata”, divisorio de las aguas con el océano Atlántico, era la línea imaginaria que une Punta del Este (Uruguay) con punta Rasa del cabo San Antonio (Argentina). Esto determinó que cualquier barco que cruzara dicha línea imaginaria quedaría sometido a la jurisdicción de alguno de los dos países. 
El acuerdo definitivo se logró en 1973 con la celebración del Tratado del Río de la Plata y su Frente Marítimo.

## Jurisdicción del río
Se estableció una franja de jurisdicción exclusiva adyacente a las costas de cada parte en el río. Esta franja costera tiene un ancho de siete millas marinas entre el límite exterior del Río y la línea recta imaginaria que une Colonia (Uruguay) con punta Lara (Argentina). Desde esta última línea hasta el paralelo de Punta Gorda, la franja costera de cada país tiene una anchura de dos millas marinas.
Estas franjas hacen algunas inflexiones de modo que todos los canales de acceso a los puertos de ambos países queden incluidos dentro de ellas y que los canales de navegación se encuentren en aguas de uso común. Esta anchura fue elegida especialmente para evitar toda coincidencia con las medidas 3 y 6 o 12 millas usadas para el mar territorial. Todo ello para dejar bien en claro a las potencias marítimas que el Río de la Plata es un río y, por lo tanto, no son de aplicación las normas sobre mar territorial.
El volumen y espejo de agua que se encuentra en el área intermedia entre las franjas de jurisdicción exclusiva, son “aguas de uso común”, lo que representa la aceptación de la pretensión uruguaya de establecer la “equidistancia o línea media”, a diferencia del “talweg” propuesto y reclamado por Argentina.

## Navegación

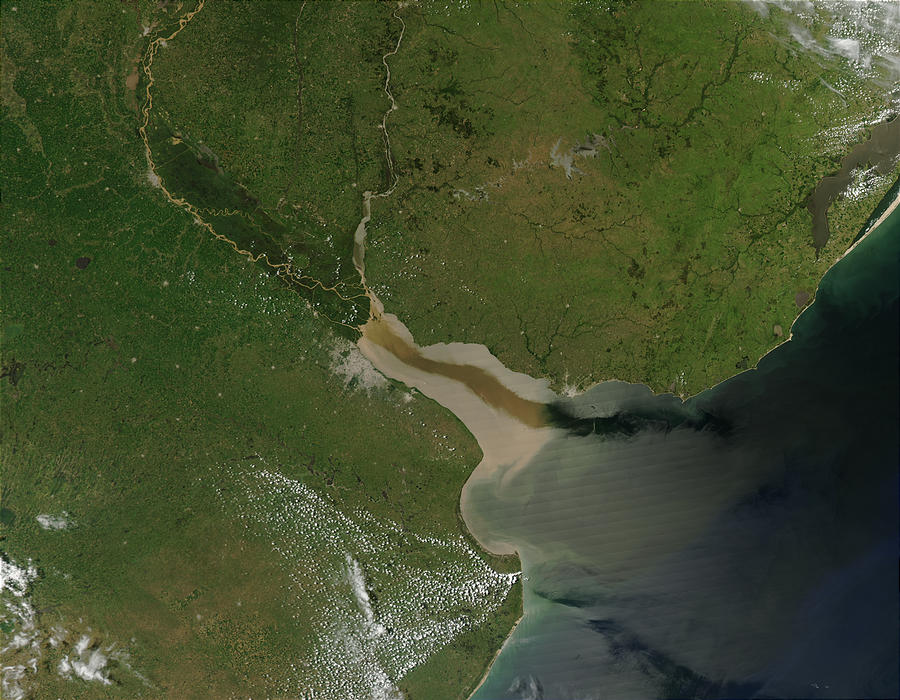
Foto satelital del Río de la Plata.

Se estableció la libertad de navegación (art. 7) y la igualdad de uso de los canales situados en aguas de uso común (art. 10). Respecto a los buques de terceros Estados se hace una distinción según se trate de buques de los países de la cuenca del Plata (Brasil, Bolivia, Paraguay), o buques de terceras banderas. El artículo 11 establece lo siguiente:

En las aguas de uso común se permitirá la navegación de buques públicos y privados de los países de la Cuenca del Plata y de mercantes, públicos y privados, de terceras banderas, sin perjuicio de los derechos ya otorgados por las Partes en virtud de Tratados vigentes. Además, cada Parte permitirá el paso de buques de guerra de terceras banderas autorizados por la otra, siempre que no afecte su orden público o su seguridad.
Tratado del Río de la Plata, art. 11

## Islas
El Tratado establece una línea fija, similar a la línea media del río, que sirve de línea divisoria para las islas existentes en el río y las que puedan emerger en el futuro. Las que se encuentren al Este y al norte de dicha línea pertenecen a Uruguay y las que están al oeste y Sur, a Argentina.
La mayor dificultad a este respecto se planteó por la isla Martín García. Esta isla, situada a menos de 2 millas marinas de la costa uruguaya, está ocupada por Argentina desde 1852. La solución dispuesta por el tratado no conformó a los países si bien trató de causar el menor mal posible.
El artículo 45 dispone: “la Isla Martín García será destinada exclusivamente a reserva natural para la conservación y preservación de la fauna y flora autóctonas, bajo jurisdicción de la República Argentina”. A la vez, se limita a través de puntos específicos de latitud y longitud, teniendo en cuenta aluvión del río, se pronosticó que se produciría la unión de la isla Timoteo Domínguez, de jurisdicción uruguaya, con la isla Martín García, lo que se ha producido en la actualidad.

## Área común de pesca
En su artículo 73 el tratado creó un área común pesquera para los barcos de ambos países en el frente exterior marítimo del Río de la Plata más allá de las 12 millas costeras. Dicha zona es la determinada por dos arcos de circunferencias de doscientas millas marinas de radio, cuyos centros de trazado están ubicados respectivamente en Punta del Este y en punta Rasa del cabo San Antonio. 

## La Comisión Administradora
La Comisión Administradora del Río de la Plata (CARP) creada por el tratado ejerce importantes funciones balizamiento, navegación, construcción de obras, practicaje, búsqueda y rescate, promoción de estudios e investigaciones de carácter científico, conservación de los recursos vivos y prevención y eliminación de la contaminación, según lo establece el propio tratado. 
El 15 de julio de 1974 se firmó el Estatuto de la Comisión Administradora del Río de la Plata y el 18 de abril de 1997 se llegó a un Acuerdo de Sede entre Argentina y la Comisión Administradora del Río de la Plata. El artículo 3 del Estatuto de la Comisión Administradora del Río de la Plata establece que la Comisión tiene como sede la isla Martín García, aunque puede reunirse en cualquier otro lugar del territorio de cualquiera de las partes. 
La Comisión está compuesta por cinco delegados de cada país. La presidencia y vicepresidencia de la Comisión son desempeñadas, por períodos anuales y en forma alternada, por los presidentes de cada delegación. Las decisiones de la Comisión se adoptan por el voto conforme de ambas delegaciones. Cada delegación tiene un voto, que se expresa por su presidente o quien lo sustituye.
Las funciones de la Comisión son: 
1. Promover la realización conjunta de estudios e investigaciones de carácter científico, con especial referencia a la evaluación, conservación y preservación de los recursos vivos y su racional explotación y la prevención y eliminación de la contaminación y otros efectos nocivos que puedan derivar del uso, exploración y explotación de las aguas del Río;
2. Dictar las normas reguladoras de la actividad de pesca en el Río en relación con la conservación y preservación de los recursos vivos;
3. Coordinar las normas reglamentarias sobre practicaje;
4. Coordinar la adopción de planes, manuales, terminología y medios de comunicación comunes en materia de búsqueda y rescate;
5. Establecer el procedimiento y la información que suministrar en los casos en que las unidades de una Parte que participen en operaciones de búsqueda y rescate ingresen al territorio de la otra o salgan de él;
6. Determinar las formalidades a cumplir en los casos en que deba ser introducido, transitoriamente, en territorio de la otra Parte, material para la ejecución de operaciones de búsqueda y rescate;
7. Coordinar las ayudas a la navegación y el balizamiento;
8. Fijar las zonas de alijo y complemento de carga conforme a lo establecido en el artículo 28 del Tratado;
9. Transmitir en forma expedita, a las Partes, las comunicaciones, consultas, informaciones y notificaciones que las mismas se efectúen de conformidad a la Parte Primera del Tratado;
10. Cumplir las otras funciones que le han sido asignadas por el Tratado y aquellas que las Partes convengan otorgarle en su Estatuto o por medio de notas reversales u otras formas de acuerdo.

### Integración
| Nombre                     | Cargo                     |
| -------------------------- | ------------------------- |
| María Fernanda Fabré       | Presidente                |
| Daniel Montiel             | Vicepresidente            |
| Delegación de la Argentina |                           |
| María Fernanda Fabré       | Presidente                |
| Juan Ignacio Elgart        | Delegado                  |
| Cristian Luis Rigueiro     | Delegado                  |
| Ana Cristina Saino         | Delegado                  |
| Fabian Vetere              | Delegado                  |
| Delegación del Uruguay     |                           |
| Daniel Montiel             | Presidente                |
| Antonio Carámbula Sagasti  | Delegado                  |
| Gonzalo Reboledo           | Delegado                  |
| Juan Federico Ruiz         | Delegado                  |
| Juan Curbelo del Bosco     | Delegado                  |
| Personal técnico           |                           |
| Mauro Gorer                | Secretario Técnico        |
| Cecilia Morales            | Secretaria Administrativa |

## Frente marítimo
El artículo 70 del Tratado establece el límite lateral marítimo y el de la plataforma continental entre Uruguay y Argentina. Está definido por la línea de equidistancia determinada por el método de costas adyacentes, que parte del punto medio de la línea de base constituida por la recta imaginaria que une Punta del Este con punta Rasa.